# Луцій Геллій Поплікола (консул 36 року до н. е.)
Луцій Геллій Поплікола (75 — 31 роки до н. е.) — політичний та військовий діяч Римської республіки, консул 36 року до н. е. Займався літературною діяльністю.

## Життєпис
Походив з роду нобілів Геллієв. Син Луція Геллія Попліколи та Полли, онук Луція Геллія Попліколи, консула 72 року до н. е.
У 50-х роках до н. е. був другом поета Катулла, потім посварився з ним через суперництво в коханні. Після цього Катулл звинуватив Геллія в інцесті з численними родичками. Наприкінці 50-х років до н. е. Луцій займав посаду дуумвіра в Мінтурнах.
У травні 43 року до н. е. виступав як посередник на перемовинах поміж Мунаціем Планком та Лепідом. Планк рекомендував його Цицерону як вірного республіканця. У 42 році до н. е. перебував з Брутом у Македонії, однак там склав проти нього змову, був викритий, втім отримав прощення завдяки клопотанню свого брата Мессали. Тоді ж Геллій готував змову проти Кассія, але мати його виказала, вимовивши як нагороду його життя. Після цього Геллій перебіг до Марка Антонія.
У 41 році до н. е. на посаді квестора пропретора карбував монети для Антонія на Сході. У 36 році до н. е. його було обрано консулом (разом з Марком Кокцеєм Нервою). Склав свої повноваження достроково, через що було обрано консулом-суффектом Луція Нонія Аспрената. У 31 році до н. е. командував правим крилом флоту Антонія у битві при Акції, в якій загинув.

## Родина
Дружина — Семпронія Атратина.